# 基隆神社
基隆神社（きーるんじんじゃ）は、日本統治時代の台湾台北州基隆市義重町（現：基隆市中正区）にあった神社である。

## 祭神
社格は県社で、能久親王・大国魂命・大己貴命・少彦名命・天照皇大神・大物主命・崇徳天皇を祭神としていた。

## 歴史
1912年（明治45年）3月9日、讃岐の金刀比羅宮から勧請し、当時の基隆街義重橋の山林地に基隆金刀比羅神社の社名で創建された。この山はのちに通称「金刀比羅山」とも呼ばれるようになった。1915年（大正4年）11月7日、能久親王・開拓三神・天照大神が増祀され、基隆神社に改称された。1936年（昭和11年）3月25日、県社に列格した。
戦後、社殿が取り壊され、跡地には基隆市忠烈祠が建てられた。

## 関連文献
- 台湾社寺宗教要覧 台北州ノ巻（台湾社寺宗教刊行会編、1933年）
- 台湾に於ける神社及宗教 昭和14年度・昭和18年度（台湾総督府文教局社会課編、1939年・1943年）